# Oscar Hemberg
Olof Oscar Hemberg född 26 juli 1881 i Östraby, Malmöhus län, död 14 maj 1944, var en svensk redaktör, manusförfattare och filmproducent. Han skrev under pseudonymnamnet Gammel-Olle. Hemberg genomförde tillsammans med Anton Karlgren en radikal modernisering av Dagens Nyheter i början på 1900-talet.

## Yrkesverksamhet
Efter studierna vid Lunds folkskollärareseminarium blev han medarbetare och senare redaktionssekreterare i Malmö-Tidningen 1901–1905. Han fortsatte sedan karriären i Stockholm där han var redaktionssekreterare vid Dagens Nyheter 1905–1916, avdelningschef vid Svenska Biografteatern och dess efterföljare AB Svensk Filmindustri 1916–1926. Han var direktör för Filmaktiebolaget Isepa 1926–1927. Han blev ass production manager för Deutsche Filmunion i Berlin 1928, andre redaktör i Stockholms-Tidningen 1929. Han arbetade som frilans inom journalistik och filmproduktion från 1930. Han var medlem i Publicistklubben från 1906 och revisor i denna förening under tiden 1917–1919.

## Familj
Han var till 1909 gift med Clara Laurentia Antonsson (1883–1955), med vilken han hade barnen Ann-Lis Hemberg (1905–1975), Maj Hemberg (1906–1992), konstnär, och Britt Brantcheva (1909–1963). I december samma år (1909) gifte han om sig med Hildur Holgersson (1891–1976), med vilken han hade sonen Björn Hemberg (1911–1977), disponent.

## Filmografi

### Filmmanus i urval
- 1915 – Hjälte mot sin vilja
- 1915 – I kronans kläder
- 1916 – Bengts nya kärlek eller Var är barnet?
- 1923 – Boman på utställningen
- 1924 – Livet på landet
- 1934 – Falska Greta
- 1925 – Polis Paulus' påskasmäll
- 1936 – På Solsidan
- 1935 – Flickornas Alfred
- 1936 – Raggen - det är jag det
- 1937 – Vi går landsvägen
- 1937 – Häxnatten
- 1938 – Kamrater i vapenrocken
- 1938 – Styrman Karlssons flammor
- 1939 – Efterlyst
- 1939 – I dag börjar livet
- 1940 – Än en gång Gösta Ekman

### Producent i urval
- 1924 – Livet på landet
- 1925 – Ingmarsarvet
- 1926 – Till Österland
- 1927 – Bara en danserska
- 1927 – Hans engelska fru
- 1927 – Förseglade läppar
- 1928 – Hans Kungl. Höghet shinglar
- 1928 – Parisiskor
- 1931 – Röda dagen
- 1943 – Vi mötte stormen

### Roller
- 1911 – Hon fick platsen eller Exkonung Manuel i Stockholm

## Teater

### Manus
| År   | Produktion           | Regi | Teater                                             |
| ---- | -------------------- | ---- | -------------------------------------------------- |
| 1911 | Här ska valsas, revy |      | Folkteatern Skriven tillsammans med Otto Hellkvist |